# Thelma la unicornio
Thelma la unicornio (título original en inglés: Thelma the Unicorn) es una película de comedia y aventuras musical animada estadounidense de 2024 escrita por Jared y Jerusha Hess y dirigida por Jared Hess y Lynn Wang. Basada en la serie de libros infantiles del mismo nombre de Aaron Blabey, la película está protagonizada por las voces de Brittany Howard, Will Forte, Jemaine Clement, Edi Patterson, Fred Armisen, Zach Galifianakis, Jon Heder y Shondrella Avery. La película marca el debut actoral de Howard.
Thelma the Unicorn se estrenó en Netflix el 17 de mayo de 2024. Recibió reseñas positivas de los críticos.

## Reparto
- Brittany Howard como Thelma
- Will Forte como Otis
- Jemaine Clement como Vic Diamond
- Edi Patterson como Megan
- Fred Armisen como Danny Stallion
- Zach Galifianakis como camionero
- Jon Heder como Reggie
- Shondrella Avery como Zirconia[2]
- Ally Dixon como Nikki Narwhal
- Maliaka Mitchell como Peggy Purvis
- Jared Hess como Gerald

## Producción
En junio de 2019, se anunció que Netflix adquirió los derechos cinematográficos del libro infantil Thelma the Unicorn de Aaron Blabey después de una guerra de ofertas y estaba desarrollando una adaptación musical animada. Sería dirigida por Jared Hess (quien escribió el guion con su esposa Jerusha) y Lynn Wang con Blabey como productor ejecutivo junto a Patrick Hughes. Se anunció que Pam Coats produciría la película en abril de 2023. Mikros Animation proporcionó la animación.
En enero de 2024, Brittany Howard, Will Forte, Jemaine Clement, Edi Patterson, Fred Armisen, Zach Galifianakis, Jon Heder, Maliaka Mitchell y Ally Dixon fueron anunciados como parte del elenco. Esta es la segunda colaboración entre Heder y Hess desde Napoleon Dynamite (2004) y la serie de televisión animada del mismo nombre de 2012.

## Estreno
Thelma the Unicorn se estrenó en Netflix el 17 de mayo de 2024.